# Heinrich Zwitzers
Heinrich Herbert Zwitzers (* 28. März 1873 in Nordhorn; † 20. Juli 1947 in Bückeburg) war ein deutscher Jurist und Politiker (DVP).

## Leben
Nach dem Besuch der Rektorschule in Nordhorn und dem Abitur am Gymnasium in Emden studierte Zwitzers Rechtswissenschaft an den Universitäten in Tübingen, Berlin und Göttingen. 1895 bestand er das Erste Juristische Staatsexamen in Celle und 1896 wurde er an der Göttinger Universität zum Doktor der Rechte promoviert. Im Anschluss an seine Staatsprüfung absolvierte er das Referendariat an den Stationen Amtsgericht Bentheim, dem Landgericht Stade, der Staatsanwaltschaft Osnabrück, dem Amtsgericht Neuenhaus und dem Oberlandesgericht Celle sowie bei einem Anwaltsbüro in Hannover. Nachdem er 1900 das Zweite Juristische Staatsexamen abgelegt hatte, arbeitete er als Gerichtsassessor beim Amtsgericht Neuenhaus. Ab 1902 war er vertretungsweise Richter in Ahlden, Burgwedel und Uchte.
Zwitzers wechselte vom preußischen in den schaumburg-lippischen Justizdienst und arbeitete zunächst beim Amtsgericht Stadthagen. Er wurde im Juli 1904 Hilfsrichter beim Landgericht Bückeburg und fungierte dort seit 1905 als Landrichter. 1912 erhielt er die Ernennung zum Landgerichtsrat. Während des Ersten Weltkrieges, an dem er von 1914 bis 1918 teilgenommen hatte, wirkte er als Gerichtsoffizier. 1919 schied er aus dem Heeresdienst aus.
Im Anschluss war Zwitzers erneut als Richter am Bückeburger Landgericht tätig, ab 1921 als Landgerichtsdirektor. Von 1925 bis zu seinem Eintritt in den Ruhestand 1938 war er Präsident des Landgerichtes.
Zwitzers trat nach 1918 in die DVP ein und wurde 1919 in den Landtag des Freistaates Schaumburg-Lippe gewählt. Vom 16. Februar 1919 bis zum 23. April 1923 bekleidete er das Amt des Landtagspräsidenten. Nach seiner Berufung in die Landesregierung am 20. Dezember 1923 musste er das Landtagsmandat niederlegen. Der Landesregierung gehörte er bis zum 28. Mai 1925 an.
Ab 1933 wirkte er in Bückeburg aktiv am Aufbau des Bund Nationalsozialistischer Deutscher Juristen mit und wurde selbst dessen Ortsgruppenleiter. Er wurde auch Fördermitglied der Waffen-SS.